# 28341 Bingaman
28341 Bingaman (tên chỉ định: 1999 EU5) là một tiểu hành tinh vành đai chính. Nó được phát hiện bởi Roy A. Tucker ở Đài thiên văn Goodricke-Pigott ở Tucson, Arizona, ngày 13 tháng 3 năm 1999. Nó được đặt theo tên Kory Bingaman.